# Бахталь-Зауре-Эпшайд
Бахталь-Зауре-Эпшайд (нем. Bachtal Saure Epscheid) — природоохранная территория площадью 1,41 га. Расположена на территории города Хаген в земле Северный Рейн-Вестфалия (Германия).

## Образование и географическое положение
Природоохранная территория (NSG) была включена в 1994 году в ландшафтный план города Хаген его городским советом. Природоохранная территория находится на границе города с районом Эннепе-Рур и городом Бреккерфельд, где примыкает к природоохранной территории «Кислый Эпшайд».

## Описание
Территория включает в себя среднюю часть горного ручья Кислый Эпшайд с участками узкой поймы, на которой ручей разделается на два потока. Сюда относятся и территории горных родниковых источников, направляющих свои воды в ручей. Пойменный лес на большей части природоохранной территории представлен ольховниками (60,7 % территории).
По правую сторону ручья природоохранная территория отделена от лесных горных склонов скалистым обрывом. С этой стороны прилегающие горные склоны носят названия Хинтер-дер-Брахе (Hinter der Brache) и Ам-Эпшайдер-Берге (Am Epscheider Berge). Горные склоны покрыты хвойными и смешанными лесами, через которые проложены грунтовые дороги.
Природоохранная территория является единым биотопом BK-4711-0101 (7660100) и полностью входит в лист топографической карты 4711 (1:25000). Картирование биотопа проведено в 2010 году Биологической станцией Хагена.
Природоохранная территория является частью более крупного природно-территориального комплекса (ПТК) «Меркишес Оберланд» (Märkisches Oberland, 336-E1) и располагается в нём на высотах от 220 до 250 метров абс. высоты.
Несколько видов фауны и флоры относятся к особо охраняемым.

### Фауна

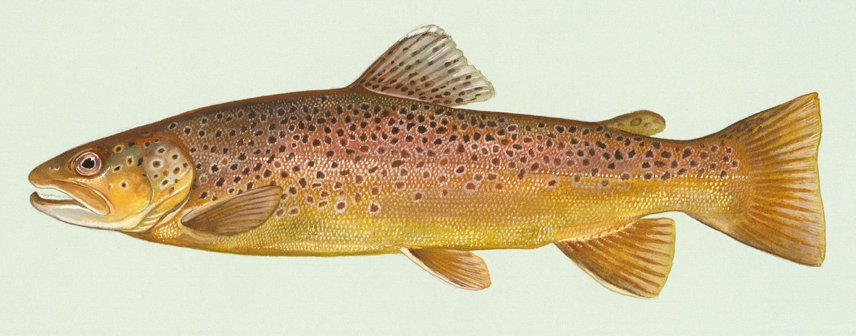
Кумжа

- Оляпка (водяной дрозд или водяной воробей) (лат. Cinclus cinclus).
- Болотная камышовка (лат. Acrocephalus palustris).
- Кумжа (ручьевая форель)(лат. Salmo trutta trutta).
- Речная чашечка (лат. Ancylus fluviatilis).

### Флора

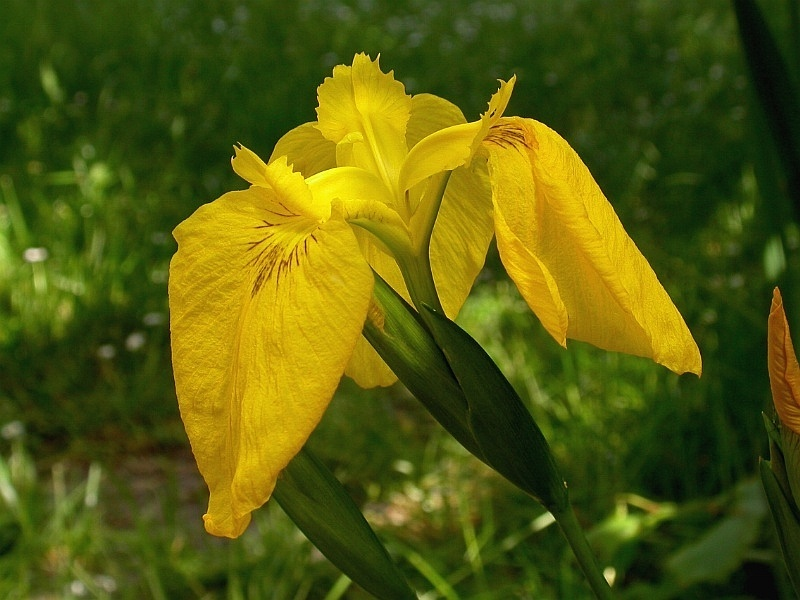
Ирис ложноаировый

- Таволга вязолистная (также Лабазник вязолистный или Таволожник) (лат. Filipéndula ulmária).
- Ясень обыкновенный (также Ясень высокий) (лат. Fráxinus excélsior).
- Селезёночник супротивнолистный (лат. Chrysosplenium oppositifolium).
- Ирис ложноаировый (также жёлтый, болотный, водяной или аировидный) (лат. Íris pseudácorus).
- Белокопытник гибридный (лат. Petasítes hýbridus).
- Камыш лесной (лат. Scírpus sylváticus).
- Ива козья (также бредина, ракита, ива Хультена) (лат. Sálix cáprea).
- Ольха чёрная (также ольха клейкая или европейская) (лат. Álnus glutinósa).

## Защитные цели
Данная природоохранная территория была определена для сохранения и восстановления сообществ или мест обитания определенных видов диких растений и диких животных, а также для сохранения и развития национально значимых мест обитания редких и находящихся под угрозой исчезновения и специфических для ландшафта дикой флоры и фауны европейского значения.